# 比利·米謝爾
小威廉·詹姆斯·米切爾（英語：William James Mitchell），是美國電子遊戲玩家和餐饮家。 他在1980年代街機遊戲黃金時代期間舉世聞名。
在1999年，米切爾成為第一個在街機遊戲吃豆人中獲得3,333,360點完美得分的人。雙銀河和吉尼斯世界紀錄將米切爾列為吃豆人和大金剛等經典遊戲的世界紀錄持有人，並且他還出現在有關電子競技和复古游戏的多部紀錄片中。在2007年紀錄片金剛之王：一手硬幣中，在受到新人史蒂夫·維比的挑戰後，他試圖在大金刚上保持最高分數。
在2018年，雙銀河成員發現米切爾為《大金剛》提供的影片中存在問題，這表明他可能使用了模擬器來偽造自己的得分 。因此雙銀河和吉尼斯世界紀錄都判定米切爾的所有記錄無效，但米切爾成功在2020年6月上訴吉尼斯的決定。但雙銀河並沒有撤回他們的決定，因此米切爾在2020年對雙銀河提出誹謗訴訟，而雙銀河則反訴米切爾。雙方於2024年和解，雙銀河將米切爾的成績發佈在「歷史排行榜」上，唯雙銀河仍然禁止其錄入目前的排行榜。
此外，米切爾的家人在佛羅里達州好萊塢市和彭布羅克派恩斯經營餐廳。

## 榮譽
1984年1月14日，米切爾被雙銀河和美國國家電子遊戲團隊評選為1983年「年度電子遊戲玩家」之一。
2006年6月21日，音樂電視網將米切爾評選為「有史以來十大最具影響力的電子遊戲玩家」之一。

## 延伸閱讀
- Joshuah Bearman.  (PDF). Harper's. July 2008, 317 (1898): 65–73  [2021-02-26]. （原始内容 (PDF)存档于2018-01-25）.
- Good, Owen S. . Polygon. April 14, 2018  [April 14, 2018]. （原始内容存档于2025-07-12）.
- Details of Jeremy Young's analysis of Mitchell's gameplay tapes （页面存档备份，存于）

## 外部連結
- Billy Mitchell在互联网电影资料库（IMDb）上的資料（英文）